# Krupa Pattani
Pour les articles homonymes, voir Krupa et Pattani.
Krupa Pattani est une actrice britannique.

## Biographie
Krupa Pattani est principalement connue pour son rôle de Farrah Maalik dans la série télévisée Hollyoaks.

## Filmographie
- 2001 : Casualty (série télévisée) : Josie Duggan
- 2005 : Give and Take (vidéo) : Maria Marsden
- 2006 : The Bond (vidéo) : Lucy
- 2010 : Bunch of Guys : Anita
- 2008-2010 : M.I.High (série télévisée) : Newsreader (3 épisodes)
- 2013 : Smoke (court métrage) : Mina
- 2014 : Honeycomb Lodge : Seema
- 2015 : Emmerdale (série télévisée) : la banquière
- 2016 : Children in Need (série télévisée) : Shazia Malik
- 2015-2016 : Citizen Khan (série télévisée) : Shazia Khan (14 épisodes)
- 2016-2017 : EastEnders (série télévisée) : docteure Anjali Mitra (2 épisodes)
- 2017 : Coconut (série télévisée) : Camilla (5 épisodes)
- 2017-2019 : Hollyoaks (série télévisée) : Farrah Maalik / Dr. Farrah Maalik (93 épisodes)